# Bischofsheim (Mainspitze)
Bischofsheim is een gemeente in de Duitse deelstaat Hessen, en maakt deel uit van de Kreis Groß-Gerau.
Bischofsheim telt 13.075 inwoners.
De gemeente bestaat uit slechts één (gelijknamige) kern. Bischofsheim was een zelfstandige gemeente in de provincie Starkenburg van het Groothertogdom Hessen en werd in 1930 een stadsdeel van Mainz en werd zo overgeheveld naar de provincie Rijn-Hessen. Na de Tweede Wereldoorlog hertekenden de geallieerden de Duitse landkaart en werd de Rijn als natuurlijke grens bepaald tussen de nieuwe deelstaten Hessen en Rijnland-Palts. Dat sommige steden hierdoor in twee gesplitst werden speelden geen rol voor de bezetters waardoor Bischofsheim en nog vijf andere gemeenten van Mainz gescheiden werden. De gemeenten ten noorden van de Main werden een stadsdeel van Wiesbaden terwijl Bischofsheim, ten zuiden van de Main terug zijn zelfstandigheid kreeg. 